# Норма Бейтс
Но́рма Бейтс (англ. Norma Bates) — персонаж американского кино-сериала ужасов «Психо», снятого студией «Universal» по мотивам одноимённого романа Роберта Блоха. В большинстве картин и романе Блоха не является действующим персонажем, а лишь голосом в голове Нормана, а также появляется в виде мумифицированного трупа.
В телевизионном фильме «Психо 4: В начале» Норма наконец становится полноценным персонажем — её сыграла актриса Оливия Хасси, а в телесериале «Мотель Бэйтса» 2013—2017 годов миссис Бейтс в исполнении Веры Фармиги является главным персонажем. Актриса Вирджиния Грегг озвучила персонаж в первом и втором фильмах.

## Фильмы

### До событий фильмов
После смерти своего мужа Джона Норма одна растила сына Нормана Бэйтса в большой строгости, вбивая в него мысль, что секс — это зло, а все женщины — шлюхи по природе. В четвёртом фильме выясняется, что Норма страдала от параноидной шизофрении, которую унаследовал Норман, хотя эта сюжетная деталь не упоминается в оригинальном романе.
На протяжении многих лет, мать и сын жили так, словно другого мира не существовало. Когда Норман стал подростком, у его матери появился мужчина (в романе Блоха его зовут Джо Консидин, а в четвёртом фильме — Чет Рудольф), за которого она собиралась выйти замуж. Норман стал испытывать ужасную ревность, веря, что мать променяла его на нового ухажёра, и отравил обоих стрихнином, сделав всё так, чтобы их смерть выглядела самоубийством. (В телесериале Норма вышла замуж за шерифа Алекса Ромеро, дабы помочь Норману по части лечения).
Не в силах пережить потерю матери, Норман выкрал тело женщины и мумифицировал труп, часто обращаясь к останкам, как к живому человеку. Кроме того, он часто обращался к себе от её лица, имитируя голос женщины, и переодеваясь в её платья — по мнению психиатров, он делал это для того, чтобы избавиться от чувства вины за убийства людей, сваливая вину на мать.

### Психо

Труп миссис Бэйтс из первого фильма.

Как только у Нормана пробуждался интерес к какой-то женщине, материнская сторона его разума приказывала убить её. Одной из жертв стала Мэрион Крэйн (в романе её звали просто Мэри), поселившаяся в отеле Бэйтса после того, как сбежала с 40 тысячами долларов, которые украла из банка, где работала секретаршей. Частный детектив Милтон Арбогаст начинает расследование пропажи денег и вскоре выходит на Бэйтса, который — по непонятным для следователя причинам — отказывается организовать встречу со своей матерью Нормой. Милтон пробирается в дом Бэйтса, где на него нападает и убивает Норман в одеянии своей матери. Сэм и Лайла Крэйн, получившие необходимую информацию от следователя до его смерти, приезжают в отель, подозревая, что Норман убил Мэрион из-за денег. Норман пытается убить их обоих, но у него ничего не выходит, и его отправляют на лечение в психиатрическую больницу.

### Психо 2
Власти предполагают, что Нормана вылечили, и вскоре его выпускают из психиатрической клиники. Норман возвращается в родной дом и продолжает работу в отеле. Но что-то странное начинает происходить в доме — мужчина находит записки, написанные от имени Нормы Бэйтс, а вскоре ему начинает звонить неизвестная женщина, выдающая себя за его мать. Между тем, Норман получает работу в местном кафетерии, и начинает дружить с миссис Спул и официанткой по имени Мэри Сэмюэлс, у которой возникли проблемы со своим молодым человеком, в результате чего девушка осталась без крыши над головой. Норман предлагает ей комнату в своём доме, и та соглашается. Вскоре начинают происходить убийства тех, кто оказывается в мотеле; предполагаемый убийца — пожилая женщина, орудующая ножом.
Норману кажется, что он вновь сходит с ума — он уверен, что убийства совершает призрак его матери. Чтобы убедить его в обратном, психиатр, доктор Рэймонд, показывает ему труп Нормы Бэйтс и рассказывает, что Мэри Сэмюэлс — на самом деле Мэри Лумис, дочь Сэма и Лайлы Лумис, сестры Мэрион Крэйн. Оказывается, они пытаются свести Нормана с ума, чтобы отомстить за смерть Мэрион. На самом деле Мэри мучает совесть, так как она понимает, что Норман был болен, и не хотел причинить никому зла, в то время как Лайла продолжает притворяться Нормой Бэйтс. Мэри уверена, что в доме есть кто-то ещё — тот, кто совершает убийства. После того, как Норман говорит Мэри, что убийцей может быть его настоящая мать, девушка начинает считать, что его усыновили.
Пока Норман находится с полицией на месте, где обнаружили машину с трупом бывшего менеджера мотеля, Лайла проникает в дом в одежде Нормы, но затем появляется неизвестная женщина и убивает Лайлу. Когда Мэри и Норман возвращаются домой, Норман вновь начинает терять над собой контроль. Мэри, переодевшись в Норму, пытается убедить его не отвечать на телефонные звонки, которые, как она уверена, делает её мать. Неожиданно появляется доктор Рэймонд, решивший найти и остановить Мэри. Норман отводит Мэри на чердак, желая защитить маму от полиции, приехавшей вскоре после доктора Рэймонда. Там Мэри находит труп Лайлы, и решает, что это Норман убил её. Мэри набрасывается на мужчину, появившиеся в этот момент полицейские  стреляют в неё и убивают, посчитав, что девушка совершала все эти убийства.
Дав показания полиции, Норман возвращается домой и там его встречает миссис Спул, которая признаётся ему, что она сестра Нормы Эмма, а следовательно его тётя, но вот только на самом деле Норма Бэйтс была тётей Нормана, а его настоящей матерью является она, Эмма. И это она звонила ему по телефону и совершала эти убийства. На Нормана это производит настолько сильное впечатление, что он бьёт миссис Спул лопатой по голове, относит её труп в спальню матери и всё в мотеле Бэйтсов возвращается на круги своя.

### Психо 3
В третьем фильме репортёр Трейси Венэйбл узнаёт историю сестёр Спул — Норма и Эмма была влюблены в одного и того же мужчину, отца Нормана, Джона Бэйтса, который предпочёл Норму. Обезумевшая от ревности Эмма убивает Джона и похищает маленького Нормана, уверенная, что это её сын от Джона. В итоге Эмму схватили, а Нормана вернули настоящей матери.
Норман вновь начинает убивать молодых женщин, движимый материнской стороной своей личности. Он знакомится с молодой девушкой по имени Морин Койл, в которую влюбляется, надеясь искупить свои грехи. Однако «мама» заставляет Нормана убить Морин. Трейси находит Нормана, который рассказывает о своей семье, а затем нападает на труп матери. В финале картины его арестовывают и отправляют в психиатрическую лечебницу.

### Психо 4: В начале
Четвёртая часть игнорирует сюжетные линии, раскрытые в сиквелах оригинальной картины, и рассказывает другую историю развития отношений Нормана и его матери. В фильме говорится, что миссис Бэйтс страдала от параноидной шизофрении, которую унаследовал Норман — такой сюжет отсутствует в романах Блоха. В наши дни Норман освобождён из психиатрической лечебницы, теперь он женат. Но когда он узнаёт, что жена беременна, то решает убить её, чтобы на свет не родился ещё один «проклятый». Чтобы избавиться от воспоминаний о прошлом, он решает сжечь дом своей матери. Воплощая в жизнь свой план, он видит мать, которая издевается над ним, и в итоге разрушает дом, наконец освобождаясь от голоса своей матери.

## Телевидение
В 1987 году вышел телевизионный фильм «Мотель Бейтса» — изначально планировалось, что этот фильм станет пилотным эпизодом нового телесериала-антологии в стилистике шоу «Байки из склепа» и «Кошмары Фредди», однако из-за низких рейтингов от этой идеи отказались. Мать Нормана Бэйтса, которую в этом фильме зовут Глория Бэйтс, появляется лишь в виде трупа.
В марте 2013 года в телевизионный эфир стал выходить телесериал «Мотель Бейтса», который не связан с одноимённым телевизионным пилотом 1987 года и является предысторией классического фильма, но перенесённой в современность. В сериале роль Нормы (в нём её полное имя — Норма Луиза Бейтс; девичья фамилия — Калхун) исполнила известная актриса Вера Фармига — вместе с Норманом (в исполнении Фредди Хаймора) его мать является главной героиней сериала, которая после таинственной смерти мужа уезжает из родного города, бросив старшего сына, и покупает мотель, которым собирается управлять вместе с сыном. В первой же серии Норма убивает Кита Саммерса — бывшего владельца мотеля, чья семья владела им многие десятилетия — после того, как он вламывается в дом и насилует её. В сериале Норма изображена как умная, но вспыльчивая женщина с жёстким характером.

## Характеристики

### Прообраз героини
Прототипом Нормы Бейтс считается Августа Вильгельмина Лерке (1878-1945), мать серийного убийцы Эда Гина. Властная и религиозная Августа изолировала сына от окружающих, способствуя развитию психических отклонений. После того, как она скончалась от инсульта, Гин неоднократно эксгумировал тела женщин, похожих на неё, и изготавливал из их останков сувениры. История Гина и его матери послужила основой для многих других художественных произведений.

### Противоречия
В сюжетной линии фильмов и сериалов существует некое противоречие, которое сводится к тому, что из второго фильма «Психо 2» зрители узнают, что настоящая мать Нормана — Эмма Спул, сестра Нормы Бэйтс. Фильм «Психо 4: В начале» игнорирует события двух сиквелов оригинальной картины и рассказывает альтернативную историю, согласно которой Норма страдала параноидальной шизофренией, и именно от неё унаследовал эту болезнь Норман. О происхождении психических расстройств у Нормана и наличии таковых у Нормы в сериале «Мотель Бейтса» не упоминается.

### Признание
За исполнение роли Нормы в сериале «Мотель Бэйтса» актриса Вера Фармига была номинирована на премию «Эмми» в категории «Лучшая актриса драматического сериала».